# American Craft Council
Pour les articles homonymes, voir ACC.

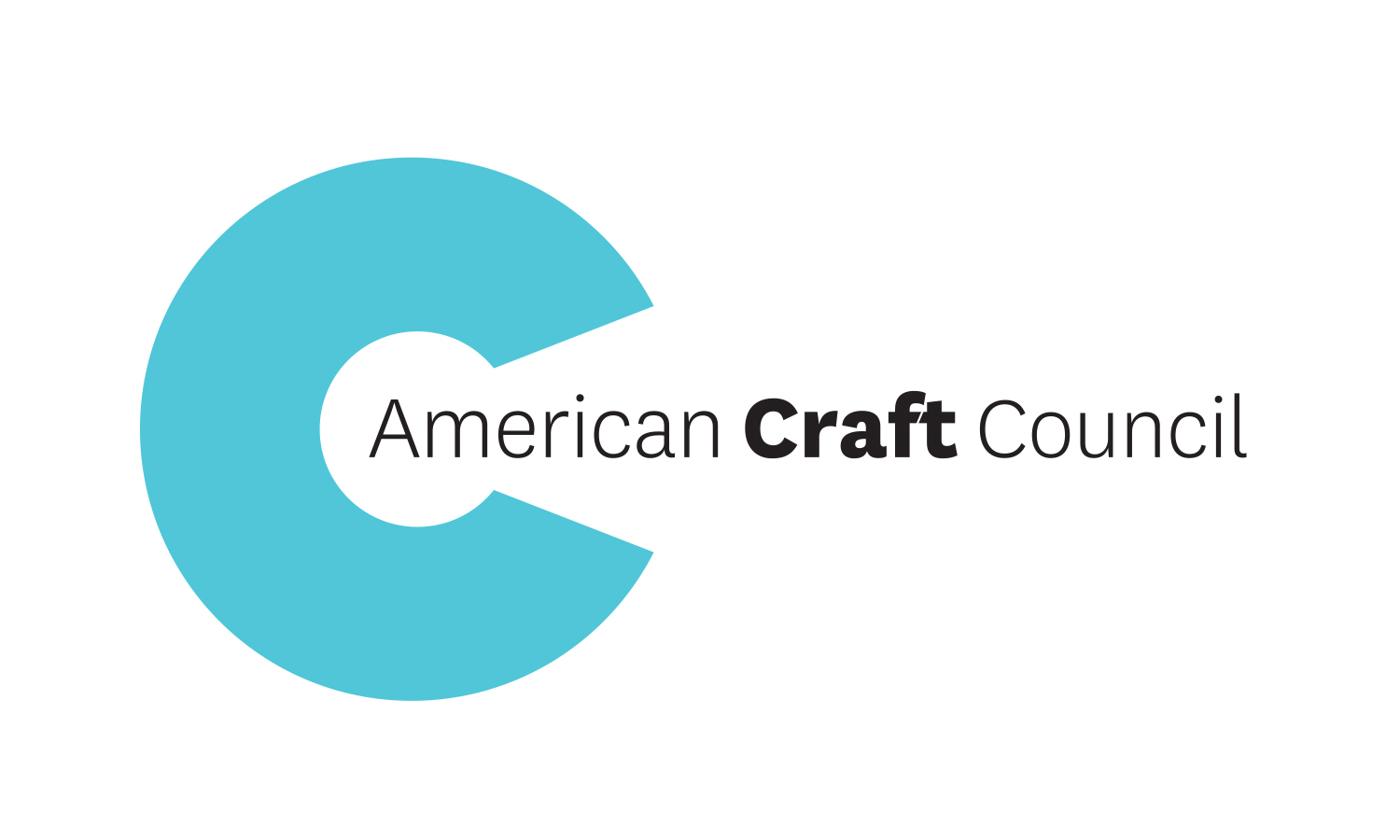
Logo de l'American Craft Council

L’American Craft Council (ACC), fondé en 1943, est un organisme national à but non lucratif, destiné à l'éducation et à la promotion de l'artisanat aux États-Unis, son siège est à Minneapolis. Le conseil organise des expositions nationales d'artisanat, publie l’American Craft magazine et offre un vaste programme de prix et récompenses. En 1956, avec l'aide de philanthrope Aileen Osborn Webb, l'ACC a ouvert le Museum of Contemporary Crafts à New York, qui a été rebaptisé Museum of Arts and Design. L'ACC soutient et est soutenu par des artistes, des enseignants, des chercheurs, des collectionneurs, des galeristes et des professionnels dans de nombreux domaines, comme le travail du bois, de la céramique, du textile, du verre, du papier, des pierres, de la dentelle, des métaux, etc.